# 速8酒店

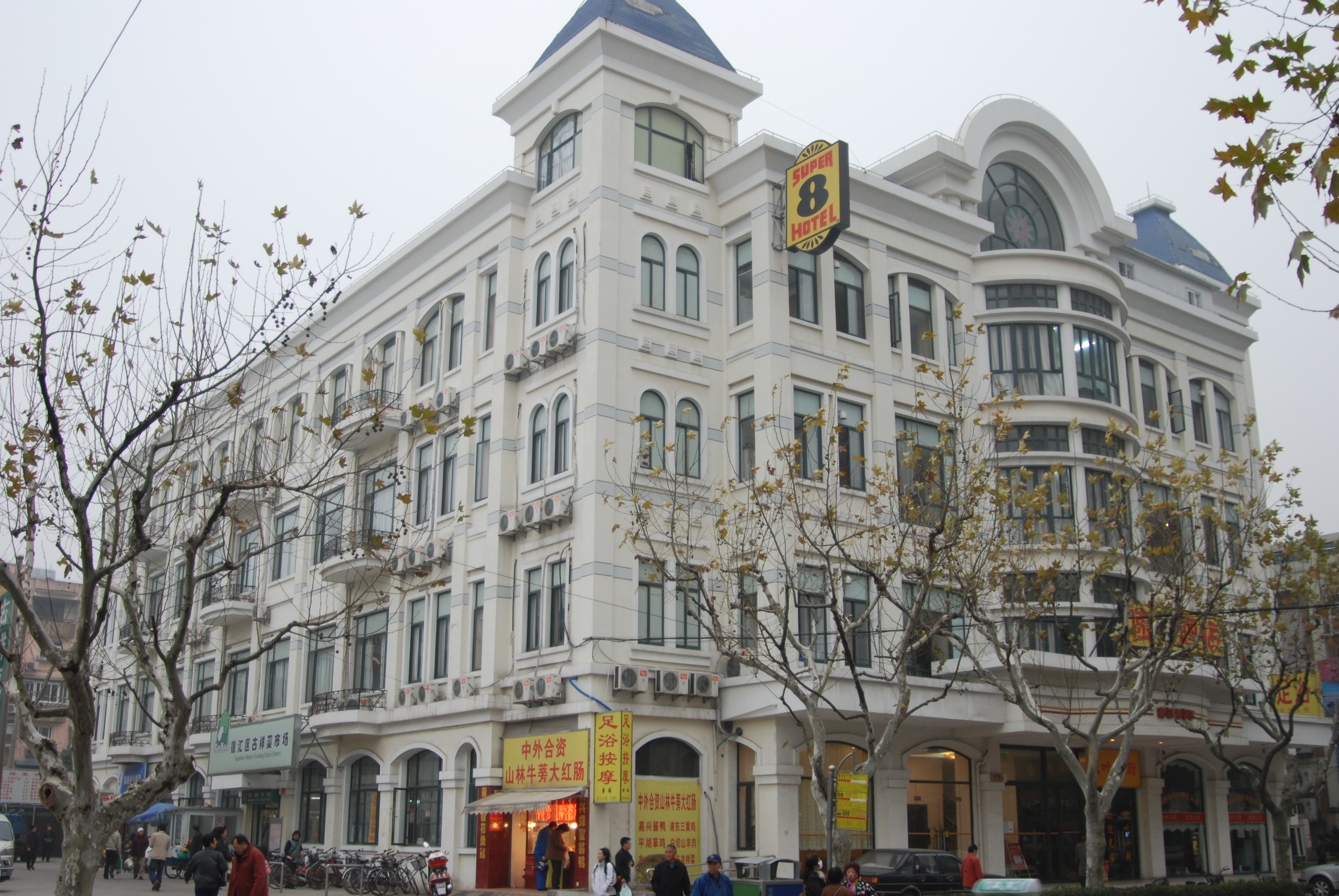
位于上海市徐汇区罗香路上的一家速8酒店

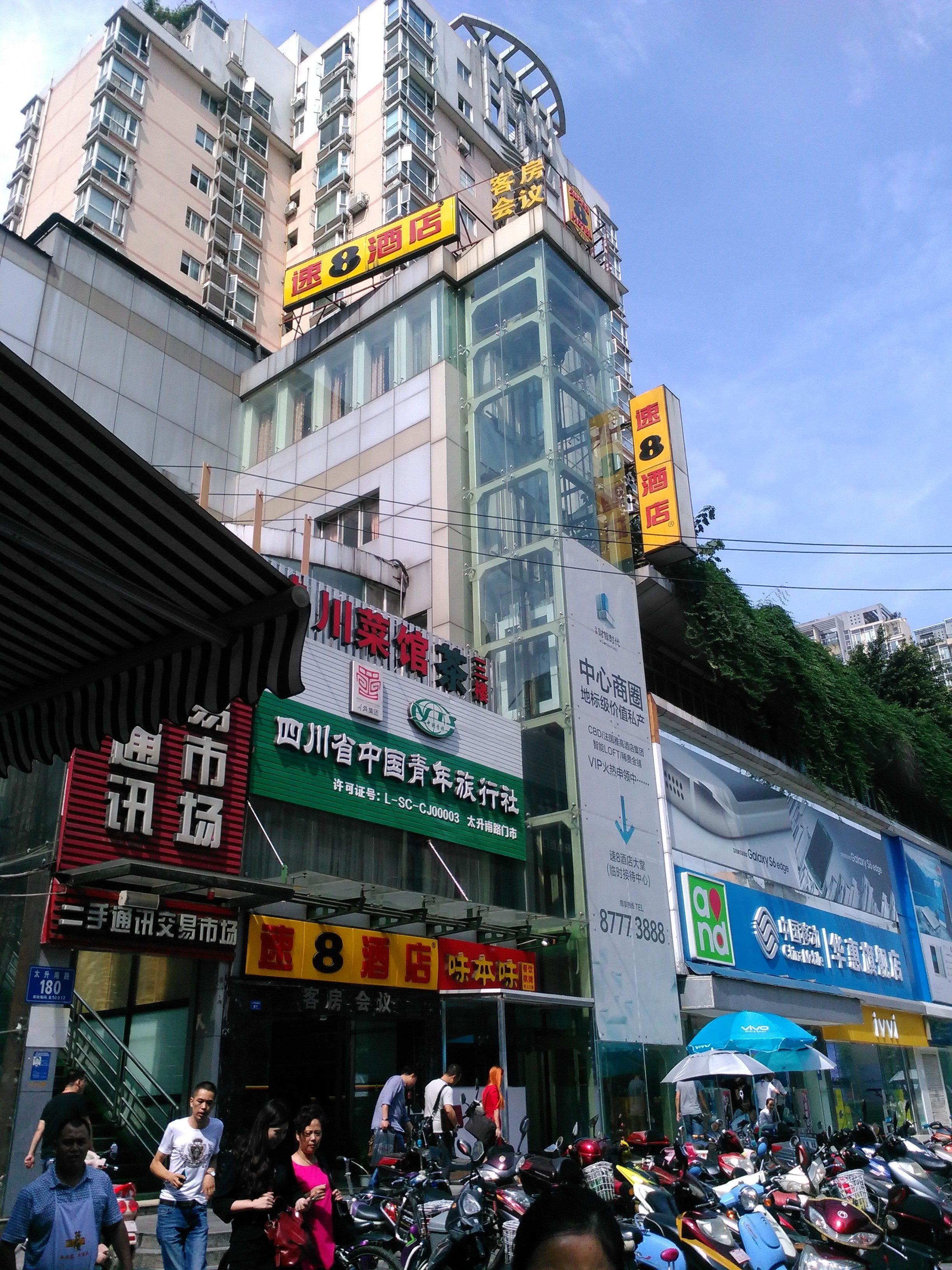
速8酒店 - 成都

速8酒店是世界最大的经济型特许经营酒店之一，位列全美特许经营500强榜首。其母公司为温德姆酒店集团。主要业务范围在美国和加拿大。

## 历史
第一家速8酒店于1972年在美国南达科他州的阿伯丁开张，拥有60个房间。最初的房价为8.88美元，这成为酒店名为速8的起源。
2004年4月，速8酒店业务进入中国，由香港天瑞酒店有限公司在中国发展速8酒店特许经营权。